# Sodni dan
Sodni dan, poslednja sodba ali vesoljna sodba je v krščanski in islamski eshatologiji dogodek, ko bo Bog ob koncu sveta presodil vse ljudi (takrat žive in tudi že mrtve) in jih razdelil na dve veliki skupini: slabe, ki bodo pogubljeni, in dobre, ki bodo zveličani.

## Sodni dan v krščanstvu
V sodni dan veruje velika večina kristjanov. Poslednja sodba je omenjena tudi v nicejsko-carigrajski veroizpovedi, ki jo priznava velika večina kristjanov.  
Po prepričanju Rimskokatoliške in pravoslavnih Cerkva, pa tudi po prepričanju nekaterih protestantov bo ob koncu sveta Bog telesno obudil mrtve, tako da jim bo ustvaril nova telesa in jih združil z ustreznimi dušami ('telesno vstajenje'). 
Potem (ali tudi kar hkrati) bo Jezus Kristus (Bog Sin) dokončno presodil, kateri ljudje so bili slabi in kateri dobri. Slabe čaka večni pekel v prenovljeni podobi, saj bodo imeli zdaj tudi telesa in bodo v peklu tudi telesno trpeli. Dobre ljudi čaka kraj večnega duševnega in telesnega užitka, ki ga nekateri kristjani enačijo s prenovljenimi nebesi, drugi pa verujejo, da bo Bog na novo oživljene ljudi naselil na zemlji, ki pa bo prenovljena tako, da bo enaka rajskemu vrtu. Nekateri protestanti verujejo samo v telesno vstajenje dobrih (slabi pa pač ne bodo oživljeni).
V Rimskokatoliški Cerkvi je dolgo veljal nauk, da je večina ljudi zelo grešna in da bo zato dan poslednje sodbe za večino ljudi zelo neugoden dogodek. Temu je bila posvečena liturgična pesnitev Strašen dan bo dan plačila (Dies irae - Dan jeze). Tako gledanje je ovrgel drugi vatikanski koncil, ki je poudaril neizmerno Božjo ljubezen, usmiljenje in odpuščanje. Koncil je tudi črtal omenjeno pesnitev iz rimskega misala.
Tudi v nekaterih pravoslavnih Cerkvah je bilo (ali je še) razširjeno prepričanje, da se bo poslednja sodba za veliko ljudi slabo končala.

## Sodni dan v islamu
Tudi muslimani verujejo, da bodo nekoč v prihodnosti, na dan vstajenja (arabsko: يوم القيامة [javm al-kijama]) vsi ljudje telesno obujeni od mrtvih. Potem se bo začela poslednja sodba. Nepravični bodo pod težo grehov padli v peklensko brezno (arabsko: جهنم‎ [džehenem]), pravični pa bodo prišli v rajski vrt (arabsko: جنّة [džana]).

## Sodni dan v prispodobi
Ker naj bi se poslednja sodba zgodila ob koncu oziroma uničenju sveta, se je med ljudmi uveljavila uporaba izraza sodni dan za opis katastrofalnih dogodkov (npr.: »Ko je prišel cunami, je bilo kot na sodni dan.«) ali vsaj velikega nereda (npr.: »V otroški sobi je bil pravi sodni dan.«).

## Poslednja sodbav umetnosti
V umetnosti je Poslednja sodba pogosta tema srednjeveške in renesančne verske ikonografije. Kot večina zgodnjih ikonografskih inovacij tudi ta izvira iz bizantinske umetnosti, čeprav je bila v srednjem veku veliko manj pogost predmet kot na Zahodu. V zahodnem krščanstvu je to pogost predmet, prikazan v srednjeveških stolnicah in cerkvah, bodisi zunaj na osrednjem timpanonu vhoda bodisi znotraj na (zadnji) zahodni steni, tako da je občestvo, ki je obiskovalo cerkev, videlo podobo ob vstopu ali odhodu.
V 15. stoletju se je pojavila tudi kot osrednji del triptihov na oltarnih slikah, na stranskih ploščah pa so prikazana nebesa in pekel, kot na oltarju iz Beauna ali triptihu Hansa Memlinga. Običajna kompozicija je, da Jezus Kristus sedi visoko v središču, ob njem so angeli, Devica Marija in Janez Evangelist, ki molijo v imenu tistih, ki jih obsojajo (v tako imenovani skupini Deesis v pravoslavju). Pogosto je prikazan sveti Mihael, ki tehta pokojnika na tehtnici ali usmerja zadeve, okoli osrednje skupine pa je lahko velika množica svetnikov, angelov in rešenih.
Na dnu kompozicije je prikazana množica pokojnikov, ki se pogosto dvigajo iz svojih grobov. Angeli jih razvrščajo in usmerjajo v rešene in preklete. Skoraj vedno so rešeni na gledalčevi levi (torej na desni strani Kristusa) in prekleti na desni. Odrešene vodijo v nebesa, pogosto so prikazana kot utrjeni prehod, medtem ko so prekleti predani hudičem, ki jih vodijo v pekel na desni; kompozicija ima zato krožni vzorec gibanja. Pogosto prekleti izginejo v peklenskih ustih, ustih ogromne pošasti. Prekleti pogosto vključujejo figure visokega ranga, ki nosijo krone, mitre in pogosto papeško tiaro v daljših obdobjih, ko so obstajali protipapeži ali na protestantskih upodobitvah. Včasih so podrobni prikazi muk prekletih.
Najbolj znana renesančna upodobitev je Michelangelova Poslednja sodba v Sikstinski kapeli. Na tej freski je njegov avtoportret kot odrta koža svetega Jerneja.
Podoba na pravoslavnih ikonah ima podobno kompozicijo, vendar je običajno manj prostora namenjenega peklu in pogosto je več prizorov; pravoslavna pripravljenost označevanja figur z napisi pogosto omogoča bolj zapletene kompozicije. Okoli Kristusa je pogosteje velika skupina svetnikov (med katerimi so lahko tudi živali), hetoimazija ali 'prazen prestol', ki vsebuje križ, je po navadi prikazan pod Kristusom, ki ga največkrat varujejo nadangeli; figuri, ki predstavljata Adama in Evo, lahko klečita pod njo ali pod Kristusom. Posebnost pravoslavne kompozicije, zlasti v ruskih ikonah, je velik pas, ki kot žleb vodi od Kristusovih nog do pekla; ta lahko spominja na črtasto kačo ali je 'ognjena reka' obarvana ognjeno rdeče. Če je prikazana kot kača, poskuša ugrizniti Adama v peto, vendar je, ker ga varuje Kristus, neuspešna.